# Чаре (Амоль)
Чаре (перс. چاره) — село в Ірані, у дегестані Дабуй-є Джонубі, у бахші Дабудашт, шагрестані Амоль остану Мазендеран. За даними перепису 2006 року, його населення становило 448 осіб, що проживали у складі 110 сімей.

## Клімат
Середня річна температура становить 20,36°C, середня максимальна – 38,78°C, а середня мінімальна – 0,16°C. Середня річна кількість опадів – 451 мм.
| Клімат поселення                              | Клімат поселення | Клімат поселення | Клімат поселення | Клімат поселення | Клімат поселення | Клімат поселення | Клімат поселення | Клімат поселення | Клімат поселення | Клімат поселення | Клімат поселення | Клімат поселення | Клімат поселення |
| Показник                                      | Січ.             | Лют.             | Бер.             | Квіт.            | Трав.            | Черв.            | Лип.             | Серп.            | Вер.             | Жовт.            | Лист.            | Груд.            |                  |
| Середній максимум, °C                         | 16,88            | 18,02            | 21,64            | 27,19            | 33,16            | 38,20            | 38,78            | 38,40            | 34,29            | 28,30            | 21,32            | 16,60            |                  |
| Середня температура, °C                       | 8,51             | 9,66             | 13,26            | 18,83            | 24,80            | 29,83            | 32,40            | 32,02            | 27,90            | 21,92            | 14,94            | 10,23            |                  |
| Середній мінімум, °C                          | 0,16             | 1,30             | 4,91             | 10,48            | 16,44            | 21,47            | 26,02            | 25,63            | 21,52            | 15,54            | 8,56             | 3,84             |                  |
| Норма опадів, мм                              | 82               | 72               | 82               | 48               | 19               | 1                | 0                | 0                | 0                | 12               | 51               | 84               |                  |
| Середньомісячна швидкість вітру, м/с          | 2.54             | 3.07             | 3.56             | 3.58             | 3.26             | 3.34             | 3.21             | 3.07             | 2.68             | 2.48             | 2.02             | 2.43             |                  |
| Середньомісячна сонячна радіація, кДж/м²·день | 9615             | 12750            | 15482            | 18778            | 22463            | 26475            | 25680            | 24325            | 21532            | 16032            | 11412            | 9271             |                  |
| --------------------------------------------- | ---------------- | ---------------- | ---------------- | ---------------- | ---------------- | ---------------- | ---------------- | ---------------- | ---------------- | ---------------- | ---------------- | ---------------- | ---------------- |
| Джерело:                                      |                  |                  |                  |                  |                  |                  |                  |                  |                  |                  |                  |                  |                  |